# In My Head (Juice Wrld)
In My Head è un singolo del rapper statunitense Juice Wrld, pubblicato il 28 ottobre 2022 tramite le etichette Grade A Productions ed Interscope Records.

## Antefatti
In My Head venne presentata in anteprima da Juice Wrld il 30 agosto 2019, non venendo tuttavia rilasciata dopo la sua prematura scomparsa. Il 22 ottobre 2022, Lil Bibby, il proprietario della Grade A Productions, ha annunciato che il brano sarebbe stato pubblicato con il titolo di Rush Hour. Due giorni dopo, è stato diffuso uno snippet di 30 secondi della canzone su vari servizi di streaming. Lil Bibby ha successivamente rivelato attraverso un post sul suo profilo Instagram che il titolo Rush Hour era stato utilizzato come nome in codice per impedire agli hacker di far trapelare il brano in anticipo.

## Composizione
Su una produzione intrisa di chitarra fusa ad una base trap, Juice Wrld parla delle sue continue lotte contro l'abuso di sostanze stupefacenti e dei vari problemi di salute mentale con cui ha a che fare quotidianamente.

## Video musicale
Il video musicale del brano è stato pubblicato il 28 ottobre 2022 sul canale YouTube ufficiale dell'artista e diretto da Steve Cannon e Chris Long. Il video utilizza vecchi filmati ritraenti Juice Wrld mentre si trovava in studio di registrazione e durante varie tappe dei suoi tour, presentando inoltre delle brevi sequenze animate ritraenti polmoni umani e un cervello per rappresentare visivamente delle barre presenti nel testo.

## Classifiche

### Classifiche settimanali
| Classifica (2022) | Posizione massima |
| ----------------- | ----------------- |
| Austria           | 63                |
| Canada            | 45                |
| Germania          | 58                |
| Nuova Zelanda     | 4                 |
| Regno Unito       | 40                |
| Stati Uniti       | 23                |
| Svizzera          | 92                |